# Фотограф
Фотограф (от гръцки: φωτός (фотос), „светлина“ и γράφω (графо), „писмено“) е човек, който създава фотографии (снимки) с помощта на фотоапарат.
Съществуват набор от критерии, които разделят класовете фотографи основно на професионални такива, които използват фотографията, за да печелят пари и любители фотографи, които правят снимки за удоволствие, свързани основно със запечатването на емоции, места, портрети и др.
Професионален фотограф може да е служител (който по правило има подходящо образование), и работи например за информационна агенция, вестник, спортни издания, или да имат сключен индивидуален договор за покриване на определено събитие, като например сватба, дипломиране, частно събитие или да илюстрира реклама. Други са на свободна практика (вкл. папарак /по-правилно папарацо, мн.ч. папараци/ и художествени фотографи), които предлагат снимките си за продажба в зависимост от пазара. Някои служители, като полицаи (криминалисти), агенти, журналисти и учени, правят снимки като част от друга работа.
Фотографите също се категоризират въз основа на темите, които фотографират. Някои фотографи се специализират в теми, типични за картини, като например пейзажи, натюрморти, други се специализират в портретната, уличната, комерсиална, документалната, модна, сватбена и военна фотография, както и фотожурналистика и др.